# Francisco Mendes
Francisco Mendes, nom de code Tchico Té, née le 7 février 1939 et mort le 7 juillet 1978, est un homme politique bissau-guinéen.
Il est le premier premier ministre bissau-guinéen et reste chef de l'État du 24 septembre 1973 jusqu'à sa mort le 7 juillet 1978.

## Biographie
Au début des années 1960, le PAIGC entame une lutte armée contre la domination impériale portugaise qui dure plus d'une décennie. Après des négociations entre le Portugal et le PAIGC en 1974, le Portugal reconnait l'indépendance de la Guinée-Bissau.
Le gouvernement du PAIGC est dirigé par Luís Cabral, demi-frère du cofondateur du PAIGC, Amílcar Cabral. Francisco Mendes est nommé premier ministre et est responsable d'une série de programmes de développement d'inspiration socialiste.

## L'héritage de Francisco Mendes
En tant que nationaliste africain et héros de la lutte pour l'indépendance, Francisco Mendes est honoré en Guinée-Bissau et au Cap-Vert. En l'honneur de Francisco Mendes, des écoles, des rues et l'ancien aéroport de Praia au Cap-Vert portent son nom. Il a également été honoré sur les billets de banque de 500 pesos de Guinée Bissau.

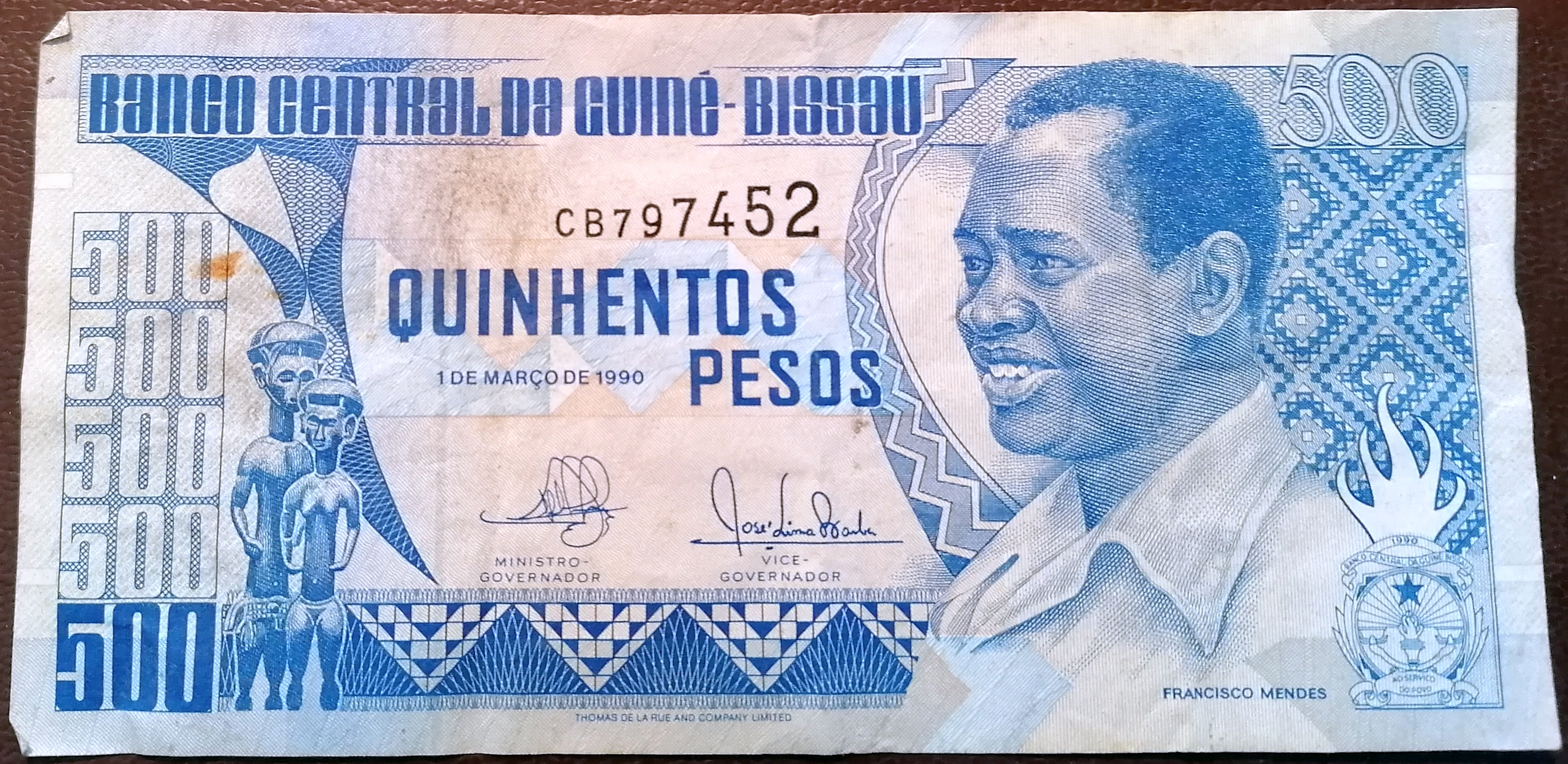